# 詩篇23篇
詩篇23篇（しへん23へん）は旧約聖書の詩篇の中の一篇。ユダヤ教とキリスト教の両方において、祈りの言葉として愛され、よく唱えられてきた箇所である。キリスト教徒にとって「主」とは「私はよい羊飼い」（ヨハネによる福音書10章）といったイエス・キリストその人と重ねあわされる。

## 内容
|    | ラテン語訳 | 和訳                                                                                             |
| -- | --- | ------------------------------------------------------------------------------------------------ |
| 1. | Psalmus David. Dominus regit me, et nihil mihi deerit:                                                                                       | ダビデの詩。主は私の羊飼い。私は乏しいことがない。                                               |
| 2. | in loco pascuae, ibi me collocavit. Super aquam refectionis educavit me;                                                                     | 主は私を緑の野に伏させ憩いの汀に伴われる。                                                       |
| 3. | animam meam convertit. Deduxit me super semitas justitiae propter nomen suum.                                                                | 主は私の魂を生き返らせ御名にふさわしく、正しい道へと導かれる。                                   |
| 4. | Nam etsi ambulavero in medio umbrae mortis, non timebo mala, quoniam tu mecum es. Virga tua, et baculus tuus, ipsa me consolata sunt.        | たとえ死の陰の谷を歩むとも私は災いを恐れない。あなたは私と共におられあなたの鞭と杖が私を慰める。 |
| 5. | Parasti in conspectu meo mensam adversus eos qui tribulant me; impinguasti in oleo caput meum: et calix meus inebrians, quam praeclarus est! | 私を苦しめる者の前であなたは私に食卓を整えられる。私の頭に油を注ぎ私の杯を満たされる。           |
| 6. | Et misericordia tua subsequetur me omnibus diebus vitae meae; et ut inhabitem in domo Domini in longitudinem dierum.                         | 命あるかぎり恵みと慈しみが私を追う。私は主の家に住もう日の続くかぎり                             |

## 芸術作品での引用
祈りとして現代においても愛唱されるこの詩篇の一節は、さまざまな芸術作品の中でもとりあげられている。

### 合唱曲
- 詩篇23篇（シューベルト作曲）
- 詩篇23篇（ブルッフ作曲）
- 合唱と管弦楽のための詩篇第23番 作品14（ツェムリンスキー作曲）

### 音楽
- オフスプリングの曲「ハンマーヘッド」の歌詞に本章が用いられている。

### 映画・テレビドラマ・アニメ
- 『エレファント・マン』に於いて、エレファント・マンが本章を暗誦するところを主人公が目撃し、精神遅滞ではなく正常な知能を持っていることを知る。
- 『戦場のメリークリスマス』では、首まで砂に埋められて死ぬまで放置されるという拷問を受けるセリアズに対し、周りのイギリス兵捕虜たちが本章の賛美歌を歌う。
- 『flight of the intruder イントルーダー　怒りの翼』命令違反のハノイ爆撃行で対空砲火にさらされる中、主人公が本章を呟きながら突入していく。
- 『ウィッカーマン』のラストシーンで罠にはまって生贄にされた主人公が本章を絶叫する。
- 『カジュアリティーズ』では、現地人の恋人を戦友たちに虐殺されてしまったアメリカ兵が本章を暗誦する。
- 『ER緊急救命室』では、少年の骨肉腫を見逃すという医療ミスを犯し窮地に立たされたベントンが教会で本章を暗誦する。

- 『LOST (第2シーズン)』のエピソード１０において、本詩篇は主題として扱われた。このエピソードの中心人物であるミスターエコーと、チャーリーによって最後に暗誦される。
- 『Fate/Zero』の第2シーズンのエピソード10において、言峰綺礼が唱えている。

### 小説
- 『静かなる水のほとり』（ロバート・シェクリイ）のラストで、雑用ロボットが主人に対して暗誦する。
- ロバート・A・ハインライン『たとえ我死の谷を歩むとも』のタイトルの由来は本章である。
- 大岡昇平の小説である『野火』の冒頭で、本章の一節が引用されている。

### 写真
- ロジャー・フェントンがクリミア戦争・セヴァストポリ包囲戦の最中に撮影した有名な写真は、詩篇の一節の英訳より"Valley of the Shadow of Death"（死の陰の谷）と呼ばれている。

### 都市伝説
- スペースシャトル・コロンビア号空中分解事故に於いて、空中分解の最中のクルーの声がボイスレコーダーで回収されたというデマがインターネット上に広まった。そこでは、クルーが本章を唱えていると言う。